# Dusičnan zirkoničitý
Dusičnan zirkoničitý je anorganická sloučenina s chemickým vzorcem Zr(NO3)4.

## Příprava
Dusičnan zirkoničitý lze získat reakcí chloridu zirkoničitého, ochlazeného kapalným dusíkem, s oxidem dusnatým:
ZrCl4 + 4 N2O5 → Zr(NO3)4 + 4 NO2Cl

## Vlastnosti
Dusičnan zirkoničitý je bílá pevná látka, která reaguje s uhlovodíky, jako je například butan, při pokojové teplotě. Krystalizuje v jednoklonné soustavě s prostorovou grupou P21/n (číslo 14). Pentahydrát je rozpustný ve vodě a ethanolu. Krystaly pentahydrátu mají index lomu 1,6.

## Využití
Dusičnan zirkoničitý vyrábí řada dodavatelů chemikálií. Používá se jako zdroj zirkonia pro jiné soli jako analytický standard, nebo jako konzervační látka. Dusičnan zirkoničitý lze použít k vytvoření vrstev čistého oxidu zirkoničitého.